# De Ideale Wereld
De Ideale Wereld is een Belgisch praatprogramma dat sinds 2013 wordt uitgezonden. Tussen 2013 en 2015 werd het programma uitgezonden op de commerciële televisiezender VIER; sindsdien wordt het uitgezonden op de openbare zender VRT Canvas. Iedere aflevering praat de presentator, geflankeerd door een of meerdere panelleden, diverse satirische filmpjes op basis van actuele nieuwsfeiten aan elkaar. Aan de hand van gesprekken met een bekende studiogast wordt op bepaalde onderwerpen dieper ingegaan.

## Medewerkers

### Presentatoren
- Otto-Jan Ham (seizoen 1 - 10)
- Donaat Deriemaeker (invaller voor 1 aflevering van seizoen 2)
- Mark Uytterhoeven (invaller voor 4 afleveringen van seizoen 9)
- Jan Jaap van der Wal (seizoen 11 - seizoen 18)
- Ella Leyers (seizoen 19 - heden)
- Lukas Lelie (invaller voor 1 aflevering van seizoen 21)

| Leden                | S1 | S2 | S3 | S4 | S5 | S6 | S7 | S8 | S9 | S10 | S11 | S12 | S13 | S14 | S15 | S16 | S17 | S18 | S19 | S20 | S21 | S22 | S23 |
| -------------------- | -- | -- | -- | -- | -- | -- | -- | -- | -- | --- | --- | --- | --- | --- | --- | --- | --- | --- | --- | --- | --- | --- | --- |
| Otto-Jan Ham         |    |    |    |    |    |    |    |    |    |     |     |     |     |     |     |     |     |     |     |     |     |     |     |
| Donaat Deriemaeker   |    |    |    |    |    |    |    |    |    |     |     |     |     |     |     |     |     |     |     |     |     |     |     |
| Mark Uytterhoeven    |    |    |    |    |    |    |    |    |    |     |     |     |     |     |     |     |     |     |     |     |     |     |     |
| Jan Jaap van der Wal |    |    |    |    |    |    |    |    |    |     |     |     |     |     |     |     |     |     |     |     |     |     |     |
| Ella Leyers          |    |    |    |    |    |    |    |    |    |     |     |     |     |     |     |     |     |     |     |     |     |     |     |
| Lukas Lelie          |    |    |    |    |    |    |    |    |    |     |     |     |     |     |     |     |     |     |     |     |     |     |     |

### Sidekicks
Tijdens de eerste zeven seizoenen waren er twee vaste sidekicks, die iedere aflevering samen aanwezig waren - met uitzondering van seizoen 3 en een deel van seizoen 4, toen Jelle De Beule de enige sidekick was. Vanaf het achtste seizoen is er een poule van sidekicks waaruit iedere aflevering slechts één meedraait. Vanaf de tweede helft van het 14de seizoen was er meestal geen vaste sidekick aanwezig door de coronacrsis, maar er keerde wel enkele sidekicks (en acteurs), zowel vaste als vroegere, terug met korte items. Het principe van een sidekick die kort in de uitzending komt voor een item is behouden tot en met het einde van seizoen 18. Vanaf seizoen 19 zit er weer een vaste sidekick de hele uitzending lang. 
- Jelle De Beule (seizoen 1 - 11; 14)
- Jonas Geirnaert (seizoen 1 - 2; 8 - 9; 11; 14)
- Sven De Leijer (seizoen 4 - 12)
- Jan Jaap van der Wal (seizoen 8 - 10)
- Faisal Chatar (seizoen 8 - 10)
- Liesa Naert (seizoen 8)
- Jean Paul Van Bendegem (seizoen 8)
- Lukas Lelie (seizoen 10 - heden)
- Thomas Huyghe (seizoen 10 - 12)
- Roel Steeno (seizoen 10)
- Siska Schoeters (seizoen 11 - 14)
- Stijn Van de Voorde (seizoen 12 - 14)
- Sarah Vandeursen (seizoen 13 - 17)
- Bart Van Peer (seizoen 13 - 19)
- Ella Leyers (seizoen 14 - 18)
- Janne Desmet (seizoen 15)
- Bart Cannaerts (seizoen 15 - 17)
- Franky De Smet-Van Damme (seizoen 15)
- Sara Leemans (seizoen 17 - 18)
- Compact Disk Dummies (seizoen 19 - 20)
- Katrin Lohmann (seizoen 19 - 20)
- Gunter Lamoot (seizoen 19 - 22)
- Charlotte Timmers (seizoen 19)
- Jade Mintjens (seizoen 19 - heden)
- Bert Janssens (seizoen 19 - heden)
- Vincent Voeten (seizoen 21 - heden)
- Tine Embrechts (seizoen 22 - 23)
- Manu Van Acker (seizoen 22 - 23)
- Willem Leyssens (seizoen 22 - heden)
- Birgit Aertgeerts (seizoen 24 - heden)

### Acteurs en overige rollen
Een greep uit de andere terugkerende rollen in het programma:
- Jelle De Beule: acteur (seizoen 1 - 11; 14)
- Jonas Geirnaert: acteur (seizoen 1 - 2; 8 - 11; 14)
- Luc Haekens: reporter/interviewer (seizoen 1 - 16)
- Bart Van Peer: acteur (seizoen 1 - 2; 5 - heden)
- Jan Matthys: reporter (seizoen 1 - 4)
- Julie Mahieu: weermeisje en actrice (seizoen 1 - 2)
- Wesley Sonck: sportverteller (seizoen 2)
- Sven De Leijer: politiek journalist (seizoen 3 - 12)
- Koen De Poorter: acteur (seizoen 3 - 10; 14)
- Liesa Naert: actrice (seizoen 3 - 8)
- Kevin Bellemans: acteur (seizoen 3)
- Tom Borremans: acteur en tekenaar/stem van Sociaal Incapabele Michiel (seizoen 4 - heden)
- Thomas Huyghe: acteur en sportjournalist (seizoen 4 - 11)
- Sarah Vandeursen: actrice (seizoen 4 - 17)
- Lukas Lelie: acteur (seizoen 4; 10 - heden)
- Charlotte Timmers: interviewer, actrice en sidekick (seizoen 7 - 8; 19)
- Tuur De Baere: kindacteur (seizoen 8 - 10; 15)
- Carl Dircksens: acteur (seizoen 9 - heden)
- Stijn Van de Voorde: presentator (seizoen 10 - 14)
- Bert Janssens: acteur en sidekick (seizoen 11 - heden)
- Lennert Coorevits: vaste huisband als Compact Disk Dummies (S11-S12), acteur, sidekick (seizoen 11 - 12; 19 - heden)
- Janus Coorevits: vaste huisband als Compact Disk Dummies (S11-S12), acteur, sidekick (seizoen 11 - 12; 14; 19 - heden)
- Amelie Albrecht: reporter (seizoen 12)
- Flip Kowlier: vaste huisband, acteur (seizoen 13 - 18)
- Ella Leyers: reporter, actrice, sidekick (seizoen 14 - 18)
- Janne Desmet: actrice en sidekick (seizoen 15)
- Jade Mintjens: actrice en sidekick (seizoen 15 - heden)
- Tine Embrechts: actrice (seizoen 17 - 23)
- Sara Leemans: actrice en sidekick (seizoen 17 - 18)
- Willem Leyssens: acteur en sidekick (seizoen 15 - heden)
- Iwein Segers: acteur (seizoen 19 - heden)
- Brecht De Groot: acteur (seizoen 19 - heden)
- Gunter Lamoot: acteur en sidekick (seizoen 19 - 22)
- Charlotte Verdick: actrice (seizoen 19 - 20)
- Isabelle Van Hecke: actrice (seizoen 19 - heden)
- Birgit Aertgeerts: actrice en sidekick (seizoen 17 - heden)
- Manu Van Acker: acteur en sidekick (seizoen 22 - 23)

## Geschiedenis
In het najaar van 2012 werd de commerciële televisiezender VIER opgestart, met de ambitie een derde grote familiezender te worden naast concurrenten Eén en VTM. Als alternatief op de daar reeds drukbekeken televisiejournaals, bracht VIER iedere werkdag in primetime De Kruitfabriek, een veelal serieus praatprogramma rond de actualiteit. Met een gemiddeld bereik dat zelden boven de 200.000 kijkers uitkwam, werden de verwachtingen allerminst ingelost, waardoor het programma na zes maanden alweer werd afgevoerd. Na de zomer van 2013 ondernam VIER een nieuwe poging met een meer luchtige opvolger: De Ideale Wereld. In absolute cijfers kwam het hiermee tot een verdere achteruitgang, al was er wel een toegenomen interesse merkbaar vanuit het jongere segment van de commerciële doelgroep. Na haar eerste zes maanden werd De Ideale Wereld daarom niet stopgezet, maar wel verschoven naar de late avond, waar het kijkcijfer uiteindelijk ook steeg.
Kort nadat De Ideale Wereld er in oktober 2015 even tussenuit ging - om net zoals het jaar voordien een tiental weken plaats te maken voor de quiz De Slimste Mens ter Wereld - werd aangekondigd dat het programma ten vroegste in het najaar van 2016 of mogelijk zelfs helemaal niet meer zou terugkeren op VIER. Die twijfelachtige toekomst was het gevolg van tegenvallende kijkcijfers. Het programma heeft een devote aanhang, maar geen grote. Online hebben we wél een aanzienlijke fanbase, maar voor die nieuwe manier van tv-kijken zijn de adverteerders nog niet klaar. Dan is de rekening snel gemaakt, zei presentator Otto-Jan Ham over de beslissing.
Op 24 november 2015 werd aangekondigd dat het programma is overgenomen door de openbare omroep VRT en er vanaf 5 januari 2016 op de zender Canvas zou worden uitgezonden, eveneens in de late avond. De frequentie werd evenwel teruggeschroefd van vier naar drie uitzendingen per week, waarbij de uitzending op maandag verdween. Vanaf het najaar van 2017 is ook de uitzending op woensdag geschrapt.
Daags nadat het voorjaarsseizoen van 2018 werd afgesloten, werd bekend dat Otto-Jan Ham niet meer zou terugkeren als presentator van het programma. Enige tijd voordien had hij hier in weekblad Humo ook al naar gehint. "Volgens mij is zo'n programma ook gebaat met af en toe een andere presentator", luidde het toen. Op 4 mei 2018 werd bekend dat de Nederlandse comedian Jan Jaap van der Wal hem in het najaar van 2018 zou opvolgen.
Op 15 november 2021 werd bekend dat Jan Jaap van der Wal er na het 18e seizoen mee ophoudt. Op 19 april 2022 werd aangekondigd dat actrice en sidekick Ella Leyers de rol als host zal overnemen vanaf het volgende seizoen. Dit seizoen zal weer 4 dagen per week worden uitgezonden van maandag tot donderdag met een vaster uitzenduur rond 22:15. Daarnaast wordt sinds het 19de seizoen ook een weekoverzicht uitgezonden op zowel Canvas als Eén.

## Rubrieken

### Huidige rubrieken
| Rubriek                    | Omschrijving | Seizoenen        |
| -------------------------- | --- | ---------------- |
| De Arteveldehogeschool     | Reportage over een actueel onderwerp die zogenaamd is uitbesteed aan studenten van de Arteveldehogeschool, wat steevast leidt tot een klungelig en amateuristisch in elkaar gezet filmpje.                                                    | 7 tot heden      |
| Sociaal Incapabele Michiel | Een animatiereeks van Tom Borremans over de avonturen van het personage Sociaal Incapabele Michiel, die meestal iets meemaakt dat met de actualiteit te maken heeft. Oorspronkelijk verscheen de rubriek onder de titel Power to the potlood. | 4 tot heden      |
| Comedy Karaoke             | Mensen die telkens tot een specifieke bevolkingsgroep behoren, worden gevraagd om enkele moppen voor te lezen die steevast over de bevolkingsgroep in kwestie zelf gaan.                                                                      | 7 tot heden      |
| De woordvoerder            | Lander Cobbaert (gespeeld door Carl Dircksens), de woordvoerder van een bedrijf of organisatie die recent in de actualiteit gekomen is, wordt gevraagd om een reactie.                                                                        | 9 tot heden      |
| De Ultratop 10             | Lukas Lelie presenteert een top-10 van een bepaald thema, in een format dat doet denken aan hippe jongerenprogramma's uit de jaren 2000. | 12 tot heden     |
| Dit was ...                | Een samenvatting van de belangrijkste actuele gebeurtenissen van de laatste maand, in rijm en op muziek gezet door Johan Sebastiaan Stuer. | 15 tot heden     |
| Kriske Toebak              | Kettingroker Kriske Toebak (gespeeld door Tom Borremans) reageert op verschillende actuele onderwerpen die met roken van doen hebben. | 15 tot heden     |
| Vlaams Belang TV           | Een spottende parodie op VBTV, de YouTube-journaals van de politieke partij Vlaams Belang. | 15 tot heden     |
| Charmezanger Roland        | Charmezanger Roland (gespeeld door Bert Janssens) uit Ronse lanceert een nieuw actueel geïnspireerd muziekalbum. | 15 tot heden     |
| Het Molletje               | Een rubriek waarin beelden uit het programma De Mol betrokken worden op de actualiteit. | 16, 18, 20 en 22 |
| De zatte wijven            | Karine en Melanie (gespeeld door Ella Leyers en Tine Embrechts) praten vanuit hun vaste stamcafé over de actualiteit. | 18 tot heden     |
| Dichter bij het nieuws     | Johan Sebastiaan Stuer presenteert het nieuws van de week in dichtvorm. | 19 tot heden     |
| Zapmomenten                | Bij de start van de uitzending wordt er gezapt langs allelei kanalen zoals Eén Gold of Ketnet voor er naar de uitzending van De Ideale Wereld wordt gezapt.                                                                                   | 20 tot heden     |
| Drillrappers               | Murder Spice (Willem Leyssens) en Killboy Sweet (Bert Janssens) rappen over actuele onderwerpen. | 21 tot heden     |

### Voormalige rubrieken
| Rubriek                          | Omschrijving | Seizoenen        |
| -------------------------------- | --- | ---------------- |
| Luc Haekens                      | Journalist Luc Haekens wordt de straat op gestuurd om reportages te maken waarbij hij de geïnterviewde weleens belachelijk durft te maken. | 1 tot 16         |
| Debat                            | Otto-Jan Ham modereert een hevig actueel debat waarbij Jelle De Beule en Jonas Geirnaert in de huid kruipen van de twee opponenten. | 1, 2 en 8        |
| Geert Hoste verklaard            | Otto-Jan Ham bezoekt wekelijks een aantal rusthuisbewoners om de nieuwste moppen van Geert Hoste uit het tijdschrift Dag Allemaal van de nodige duiding te voorzien. In de loop van het tweede seizoen raakte Ham de moppen van Geert Hoste beu en trok hij voortaan met de moppen van Jacky Lafon uit Story naar het rusthuis. | 1 en 2           |
| Homo Turisticus                  | De Homo Turisticus (een typetje gespeeld door Jan Matthys dat zijn oorsprong kende in het programma Is 't nog ver?) trekt wekelijks naar een plaats in België. | 1                |
| Kort Journaal                    | Een kort overzicht van de actualiteit van de dag aan het begin van iedere uitzending, waarbij ieder item met enkele woorden en een foto wordt omschreven. In de eerste twee seizoenen gebeurde dit onder de noemer Het 10-Seconden Journaal, gepresenteerd door Jonas Geirnaert met medewerking van Julie Mahieu als onkundig weermeisje. Vanaf het derde seizoen werd het journaal gepresenteerd door de studiogast. In seizoen 5 presenteerde Sven de Leijer het journaal in 5 hoofdpunten binnen de tijd waarbinnen men een bepaalde sportdiscipline uitoefende. | 1 tot 5          |
| De powerpoint-presentatie        | Tijdens de uitzending stellen de sidekicks een Powerpoint-presentatie voor waarbij er steeds een mysterie wordt verzonnen rond een normaal actueel onderwerp. In de eerste twee seizoenen nam Jonas Geirnaert dit doorgaans voor zijn rekening, vanaf seizoen 3 Jelle De Beule. | 1 tot 7          |
| De Twittertegel                  | Iedere uitzending wordt afgesloten met een eerbetoon aan het 'beste' Twitterbericht van de dag, meestal eentje van een Bekende Vlaming. Het bericht wordt op een tegel gebakken en mag desgewenst door de eigenaar worden opgehaald. | 1 tot 6          |
| De Ideale Gazet                  | De aflevering wordt afgesloten met De Ideale Gazet. Deze bevat de belangrijkste nieuwspunten en een primeur van de gast. | 2 tot 4          |
| Jan Matthys                      | Jan Matthys geeft in Homo Turisticus-stijl snelle en tegelijk uitgebreide duiding bij een ingewikkelde actuele kwestie. | 2 en 5           |
| Wauters vs. Waes vs. Wham        | Een reactie op het programma Wauters vs. Waes, waarin Otto-Jan Ham de uitdaging aangaat om de laatste prestaties van de opponenten uit het programma, Koen Wauters en Tom Waes, te overtreffen. | 2                |
| Wesley Sonck                     | Ex-profvoetballer Wesley Sonck blikt aan het begin van de werkweek terug op het voorbije sportweekend. | 2                |
| Bericht uit de regio's           | Jan Matthys trekt wekelijks door Vlaanderen om de meest opmerkelijke regionale nieuwsitems te duiden. | 3 en 4           |
| De groote oorlog                 | De redactie van De Ideale Wereld kreeg het dagboek in handen van een persoon die leefde ten tijde van Eerste Wereldoorlog. Jelle De Beule leest iedere dag een fragment voor. | 3                |
| De mening van minimoefti         | Een filmpje van een jeugdige dictator waar steeds een andere ondertiteling onder geplaatst wordt, doorgaans met verwijzingen naar de actualiteit. | 3 tot 6 en 8     |
| Otto-Jan leest voor              | Otto-Jan Ham trekt wekelijks naar een rusthuis en leest de bewoners een aantal fragmenten uit een boek voor. | 3                |
| De bio van de gast               | Jelle De Beule maakt elke dag een biografie van de gast waarbij hij een gefingeerde Wikipedia-pagina voorleest. | 4 tot 7          |
| Otto-Jan verklaart               | Otto-Jan Ham trekt wekelijks naar een rusthuis en bespreekt een actueel onderwerp in de vorm van een artikel of cartoon met de bewoners. | 4 en 5           |
| Coffee Corner Kit                | Op het einde van de aflevering worden tips gegeven hoe men aan de hand van actuele onderwerpen een gesprek kan starten op het werk. | 5                |
| De Ideale Wereld Hobbyhoek       | Doe-het-zelver Didier (gespeeld door Koen De Poorter) legt hoe je een bepaald klusje, dat meestal te maken heeft met een actueel onderwerp, kunt uitvoeren. De rubriek is vormgegeven als een verouderde video-opname uit de jaren '80, compleet met allerhande beeld- en geluidsfouten en beeldverhouding 4:3 . | 5 tot 7 en 14    |
| Sla De Sloeber                   | De gast mag kiezen tussen 3 personen die iets ergs hebben misdaan in de actualiteit. Daarna wordt het gezicht van die persoon op een boksbal geplaatst waarna de gast erop mag slaan voor zo een hoog mogelijke score. | 5                |
| Het Kort Samengevat Journaal     | Sven De Leijer of Jelle De Beule maakt elke uitzending een bewerkte versie van Het Journaal, waarin verschillende delen ervan achter elkaar worden gemonteerd om zo een nieuwe (humoristische) boodschap te verkrijgen. | 6 tot 8          |
| Weet-ie het of weet-ie het niet? | Elke uitzending wordt een quiz gehouden met iemand uit het publiek over de actualiteit. De kandidaat moet raden welke van beide getoonde krantenkoppen de originele is. Het antwoord is echter altijd A, aangezien B steevast overduidelijk gefingeerd is. Daarmee kan de kandidaat een prijs winnen is meegenomen door de gast. | 6                |
| De Gulden Hashtag                | De vervanger van De Twittertegel. Elke uitzending wordt een bericht uit de sociale media gekozen voor de Gulden Hashtag. De winnaars kregen een tegel die na de afloop van het seizoen op een Walk of Fame in Geetbets werden geplaatst. | 7 en 8           |
| Nu Terzake met Charlotte         | Charlotte Timmers interviewt een Bekende Vlaming, maar de antwoorden worden op een humoristische manier gemonteerd. | 7                |
| De Kleine Man                    | Een 9-jarige (gespeeld door Tuur De Baere) geeft zijn kijk op een actueel onderwerp. | 8                |
| De Ideale Wereld Kookhoek        | Een variant op De Ideale Wereld Hobbyhoek waarin hobbykok Rogier (eveneens gespeeld door Koen De Poorter) uitlegt hoe je een bepaalde persoon, scène of actuele gebeurtenis kan namaken in koude schotel. | 8                |
| DIW sports                       | Thomas Huyghe neemt interviews af op bepaalde sportevenementen of naar aanleiding van gebeurtenissen in de sportwereld. | 8 tot 12         |
| Weekendtips                      | In een ludiek filmpje met beelden van Yevgueni en Jo Vally worden op donderdag twee evenementen van het komende weekend in de kijker gezet | 8                |
| Rama                             | Rubriek waarin Sarah Vandeursen nog dieper probeert te graven dan het duidingsprogramma Pano. | 9, 12 tot 16     |
| De Auditeurs                     | Luc Haekens en Thomas Huyghe lichten de VRT door. | 9                |
| Debation Island                  | Rubriek waarin er aan de hand van beelden uit het realityprogramma Temptation Island gedebatteerd wordt over een actueel onderwerp. | 10, 12, 14 en 17 |
| Kapitein Vagius                  | Een rubriek die zich afspeelt op een buitenaards ruimteschip waarin Jan Decleir als 'Kapitein Vagius' en zijn assistent Filip Peeters elke aflevering een oordeel moeten vellen over het voortbestaan van de planeet aarde. | 11               |
| krt nws                          | Jan-Jaap overloopt kort het overige nieuws van de dag. | 13 tot 18        |
| De stem van het volk             | Sarah Vandeursen peilt naar de mening van de gewone man en brengt die boodschap woord voor woord over aan Vlaamse politici. Toevallig worden de meningen altijd gesprokkeld in de gemeente Ninove. | 13               |
| LU.K.                            | Luc Haekens reist naar het Verenigd Koninkrijk op zoek naar interessante en warme verhalen. | 13               |
| De Janssens                      | Bert Janssens speelt de hoofdrol en alle personages in een parodie op Thuis. | 14               |
| De Planckaerts                   | Beelden uit het programma Château Planckaert die betrokken worden op de actualiteit. | 15 tot 20        |
| De Verhulstjes                   | Een rubriek waarin beelden uit het programma De Verhulstjes betrokken worden op de actualiteit. | 16 tot 21        |
| Bert de klankman                 | Bert Janssens is de klankman van Björn Soenens en maakt avonturen mee in Amerika. | 15               |
| Samsons & Marie                  | Een parodie waarin beelden uit het programma Samson en Marie betrokken worden op de actualiteit. | 15               |
| Debatchelorette                  | Een parodie op het programma De Bachelorette waarin Sarah Vandeursen op zoek gaat naar de perfecte man om mee te debatteren. Hierbij wordt ze bijgestaan door presentatrice Ella Leyers. | 17               |
| Omroepster Dante Gyselbrecht     | Omroepster Dante Gyselbrecht (gespeeld door Bart Van Peer), kondigt voor het begin van De Ideale Wereld de rest van de televisieavond op Canvas aan. | 19               |
| Talkshow terror                  | De gast van de dag wordt de studio binnengeleid via een kermisattractie die de naam Talkshow Terror draagt. Tijdens deze dolle rit wordt er ook een foto gemaakt die de gast achteraf als aandenken mee naar huis krijgt. | 19               |
| Reacties in het publiek          | De sidekick gaat reacties sprokkelen in het publiek waarbij telkens één toeschouwer reageert op vroegere uitspraken die gedaan zijn door de gast. | 19 tot 20        |

## Games
De Ideale Wereld heeft ook enkele zelfgemaakte internetspelletjes op haar site gepost. Het gaat vaak om varianten van bestaande spelletjes, toegepast op de actualiteit. Zo is er Brackman, waarbij de speler Bart De Wever is, die ongelukkige uitspraken van partijgenoot Siegfried Bracke moet wegklikken, ook Liesbeth Homans komt in dit spel voor. Daarnaast is er ook Letermes tweetschiet. Hierbij moet de speler als pers- en communicatieverantwoordelijke van Yves Leterme zijn gênante tweets neerschieten.
Naar aanleiding van de verwijdering van de populaire game Flappy Bird, ontwikkelde De Ideale Wereld een aantal parodieën zoals Boring Bird, de originele game met echter nauwelijks hindernissen, Maggie Bird met de corpulente Maggie De Block als zware vogel en tot slot Vladi Bird met Vladimir Poetin die 'homokonten' moet ontwijken. Vooral deze laatste game werd een internethit, mede omdat de bekende site Reddit dit heeft opgepikt. Het werd in één week tijd meer dan 1 miljoen keer gespeeld.
In de aflevering van 17 april 2025 van De Ideale Wereld kondigde Willem Leysens, de sidekick van die aflevering, de start van een paaseizoektocht aan. Via een livestream op YouTube en de website diwpaaseizoektocht.be konden kijkers het beeld van een chocolade-ei zien, met als doel dit ei te lokaliseren. Rond het spel ontstond een actieve online community, waaronder een speciaal opgerichte Discord-server met meer dan 170 deelnemers. De uiteindelijke vinders waren Bart en Egon. Zij vonden het ei en de opgestelde camera op een balkon bij de Woestijnvis-studio. De prijs was een boekenbon ter waarde van 150 euro. Door het succes van de actie verwees sidekick Vincent Voeten naar een mogelijke tweede editie.

## Kijkcijfers

### Kijkcijfers bij VIER
Hoewel het programma overwegend positief werd onthaald, haalde De Ideale Wereld in de beginperiode, toen het werd uitgezonden omstreeks 19.40 uur, vaak amper 100.000 kijkers. Na een aantal weken steeg dit tot een gemiddelde van 120.000 à 140.000 kijkers, met daarbij een hoogtepunt van 188.000 kijkers op maandag 17 maart 2014.
Sinds eind maart 2014 wordt het programma uitgezonden rond de klok van 22 uur. Die verplaatsing zorgde ervoor dat het gemiddelde kijkcijfer gunstig werd beïnvloed en rond de 200.000 kwam te liggen. De relatief sterke scores die sindsdien werden opgetekend, zijn onder meer 217.472 kijkers op maandag 31 maart 2014, 229.982 kijkers op maandag 21 april 2014.
De best bekeken uitzending bij VIER was de uitzending van maandag 2 februari 2015, die 301.000 kijkers bereikte.

### Kijkcijfers bij Canvas
Bij de eerste uitzending op dinsdag 5 januari 2016 haalde het programma 426.946 kijkers en 19,6% marktaandeel. Anno 2018 haalt het gemiddeld 150.000 tot 200.000 kijkers.

## Prijzen en eerbewijzen
- In een door Knack Focus samengestelde eindejaarslijst van beste tv-programma's uit 2013 eindigde De Ideale Wereld op de zevende plaats. Daarnaast werd het programma genomineerd voor de De HA! van Humo, maar het won deze niet. Wel won het de Humo's Pop Poll voor beste televisieprogramma nationaal. In 2014 werd De HA! van Humo wél door De Ideale Wereld gewonnen.
- Op 15 maart 2014 won De Ideale Wereld de Vlaamse Televisiester voor Beste informatieprogramma van 2013. Presentator Otto-Jan Ham mocht daarnaast ook de prijs voor Rijzende ster van 2013 in ontvangst nemen.[7] Het jaar daarop, op 18 april 2015, won het programma de Vlaamse Televisiester voor Beste humor- en comedyprogramma van 2014.

## Trivia
- De humor in het programma is sterk vergelijkbaar met deze uit de vroegere televisieprogramma's rond Neveneffecten.
- De Ideale Wereld trad in 2016 op als achtergrond voor een verdwijning in de televisieserie Vermist. In de eerste aflevering van het zevende seizoen speelden onder andere Otto-Jan Ham, Jelle De Beule en Sven De Leijer zichzelf in een aflevering waarin een extreemrechtse politicus wordt uitgenodigd als centrale gast. Tijdens die uitzending zetten enkele linksradicale jongeren de boel op stelten. Achteraf verdwijnt een van de actievoerders spoorloos.[8]